# Dekanat Lubin Zachód
Dekanat Lubin Zachód – jeden z 28 dekanatów w rzymskokatolickiej diecezji legnickiej.

## Parafie
W skład dekanatu wchodzi 7 parafii:
- Parafia Matki Bożej Bolesnej – Chróstnik
- Parafia Narodzenia Najświętszej Maryi Panny – Lubin
- Parafia św. Barbary – Lubin
- Parafia św. Jana Bosko – Lubin
- Parafia Matki Boskiej Nieustającej Pomocy – Mleczno
- Parafia św. Michała Archanioła – Siedlce
- Parafia Trójcy Świętej – Zimna Woda